# フィーバーノヴァ

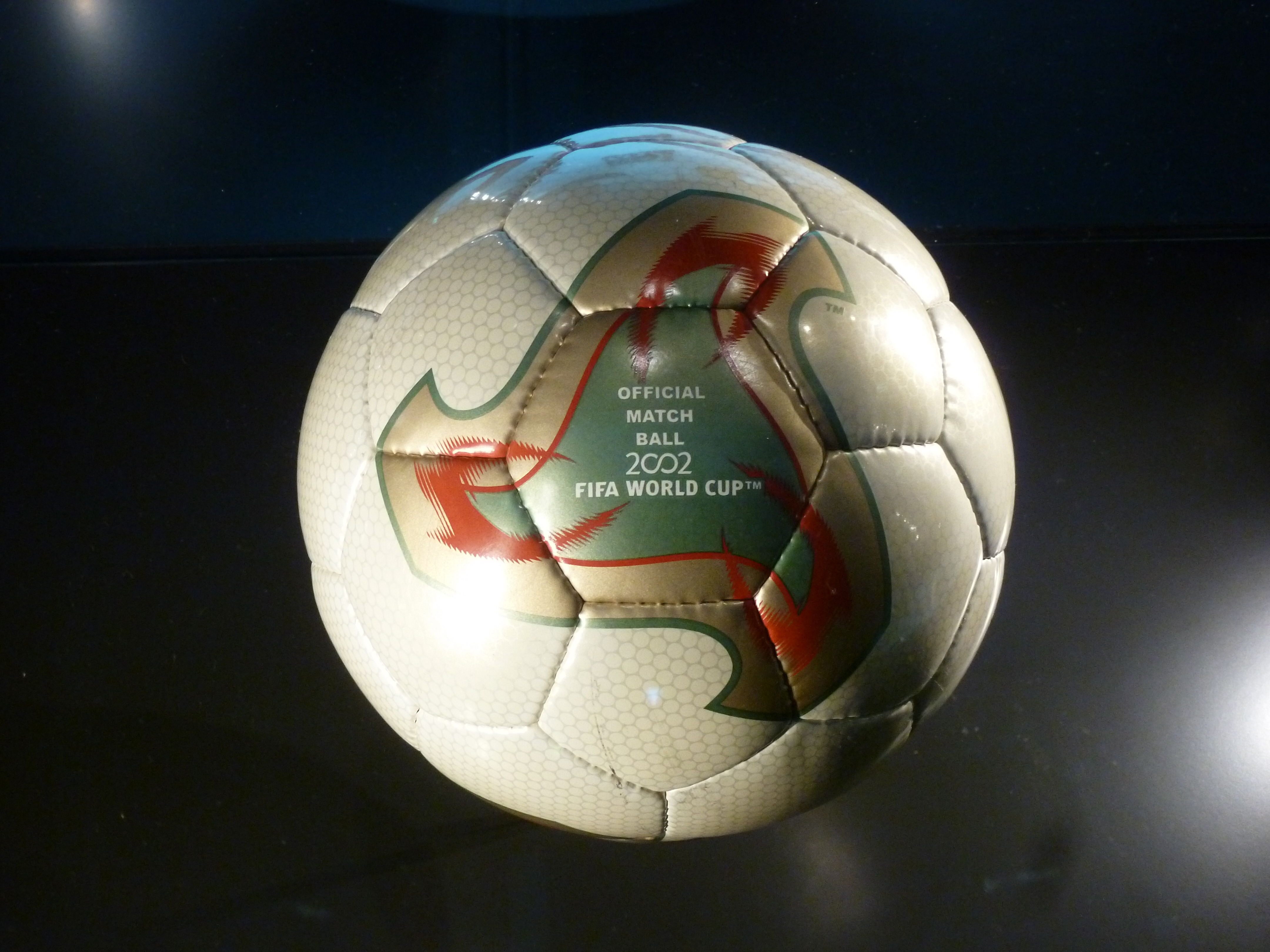
Fevernova

フィーバーノヴァ（Fevernova）は、アディダス製のサッカーボール。2002 FIFAワールドカップの大会公式試合球である。

## ボールの特徴
サッカーボールは従来どおりの五角形の革12枚と六角形の革20枚で構成された切頂二十面体のボールである。しかし、デザインは1978 FIFAワールドカップの公式使用球Tangoから伝統的に使用されつづけたものから脱却が図られ、色鮮やかで革新的なデザインとなっている。
そのデザインの最大の特徴は、トライゴンと呼ばれる4つの図形から成るグラフィックである。これは、金色の部分は日本と韓国がワールドカップの為に努力するエネルギーを、炎は両国の経済成長の原動力となった火を、4つの三角形状の模様は両国の均衡した産業の成長をイメージしたものである。また、この形は開発が進められていた新型のサッカーボールチームガイストのパネルの形状の一つがひそかにあらわされたものとも言われている。
また、ボールの正確さも特徴で、ガスを充満させた小さなカプセルをマトリックス状の素材「シンタクチックフォーム」をボール表皮に注入する技術を使用し、弾力と回転力を一層高めている。